# Google Play Libri
Google Play Libri è un servizio di distribuzione digitale di ebook gestito da Google Inc. Gli utenti possono acquistare e scaricare ebook e audiolibri da Google Play, che offre oltre cinque milioni di titoli.

## Storia
La storia di Google Play Libri può essere fatta risalire al servizio Google eBooks, offerto da Google prima che esistesse il marchio Google Play. Google eBook Store è stato lanciato il 6 dicembre 2010, con oltre tre milioni di titoli disponibili, secondo Google la "più grande collezione di ebook al mondo". Al momento del lancio, il servizio è stato adottato da 100 librai indipendenti e 5000 editori, saliti poi a 250 librai indipendenti e 7000 editori nel maggio 2011, con tre milioni di Google eBook gratuiti disponibili negli Stati Uniti, rispetto ai due milioni al momento del lancio.  Il servizio aveva il nome in codice Google Editions, il nome con il quale si riteneva che il servizio sarebbe stato lanciato.
A giugno 2011 Google ha inoltre lanciato un programma di affiliazione che consentiva ai proprietari di siti Web di guadagnare una commissione tramite le vendite nell'allora Google eBookstore. Tuttavia, il programma per i rivenditori si è concluso ad aprile 2012, con Google che ha dichiarato di non aver "ottenuto la trazione che speravamo fare e non ha soddisfatto le esigenze di molti lettori o rivenditori".
Il programma di affiliazione è stato chiuso alle nuove iscrizioni a febbraio 2012 e l'iniziativa ridimensionata, rendendola privata e solo su invito.
A marzo 2012, Google ha integrato tutti i suoi servizi di distribuzione digitale in un'unica piattaforma chiamata Google Play, e Google eBook Store è diventato Google Play Libri. A gennaio 2018, Google ha iniziato a vendere anche audiolibri.

## Libri su Google Play

### Formati di file
Inizialmente, Google consentiva a editori e autori di caricare libri in numerosi formati, tra cui DOC, PDF, PDB, MOBI, EPUB e HTML.  Ma a luglio 2013, il supporto per tutti questi formati tranne PDF ed ePub è stato eliminato. A partire dal 2017, Google accetta le versioni EPUB 2.0.1 e 3.0.1. Se il formato ePub non è disponibile sono accettati PDF sia in versione immagine che testo, con preferenza verso quelli con un livello testo.
Per la lettura su e-reader o app di terze parti, gli ebook possono essere scaricati nei formati EPUB ("testo scorrevole") o PDF ("pagine originali"). Google afferma nelle sue pagine di supporto che il vantaggio che EPUB ha sul PDF è che consente al testo del libro di adattarsi a diverse dimensioni dello schermo e offre file di dimensioni più ridotte.
Gli editori possono scegliere di abilitare la protezione DRM per gli ebook. La protezione utilizzata è Adobe Content Server 4, incompatibile con i lettori di e-book che supportano Adobe Digital Editions e i Kindle di Amazon.

Disponibilità globale di Google Play Libri

### Disponibilità
L'acquisto di libri da Google Play è attualmente supportato in 75 paesi. L'elenco completo dei paesi comprende: Argentina, Australia, Austria, Bahrain, Bielorussia, Belgio, Bolivia, Brasile, Canada, Cile, Colombia, Costa Rica, Repubblica Ceca, Danimarca, Repubblica Dominicana, Ecuador, Egitto, El Salvador, Estonia, Finlandia, Francia, Germania, Grecia, Guatemala, Honduras, Hong Kong, Ungheria, India, Indonesia, Irlanda, Italia, Giappone, Giordania, Kazakistan, Kuwait, Kirghizistan, Lettonia, Libano, Lituania, Lussemburgo, Malaysia, Messico, Paesi Bassi, Nuova Zelanda, Nicaragua, Norvegia, Oman, Panama, Paraguay, Perù, Filippine, Polonia, Portogallo, Qatar, Romania, Russia, Arabia Saudita, Singapore, Slovacchia, Sud Africa, Corea del Sud, Spagna, Svezia, Svizzera, Taiwan, Tailandia, Turchia, Ucraina, Emirati Arabi Uniti, Regno Unito, Stati Uniti, Uruguay, Uzbekistan, Venezuela e Vietnam.